# 博科瓦河

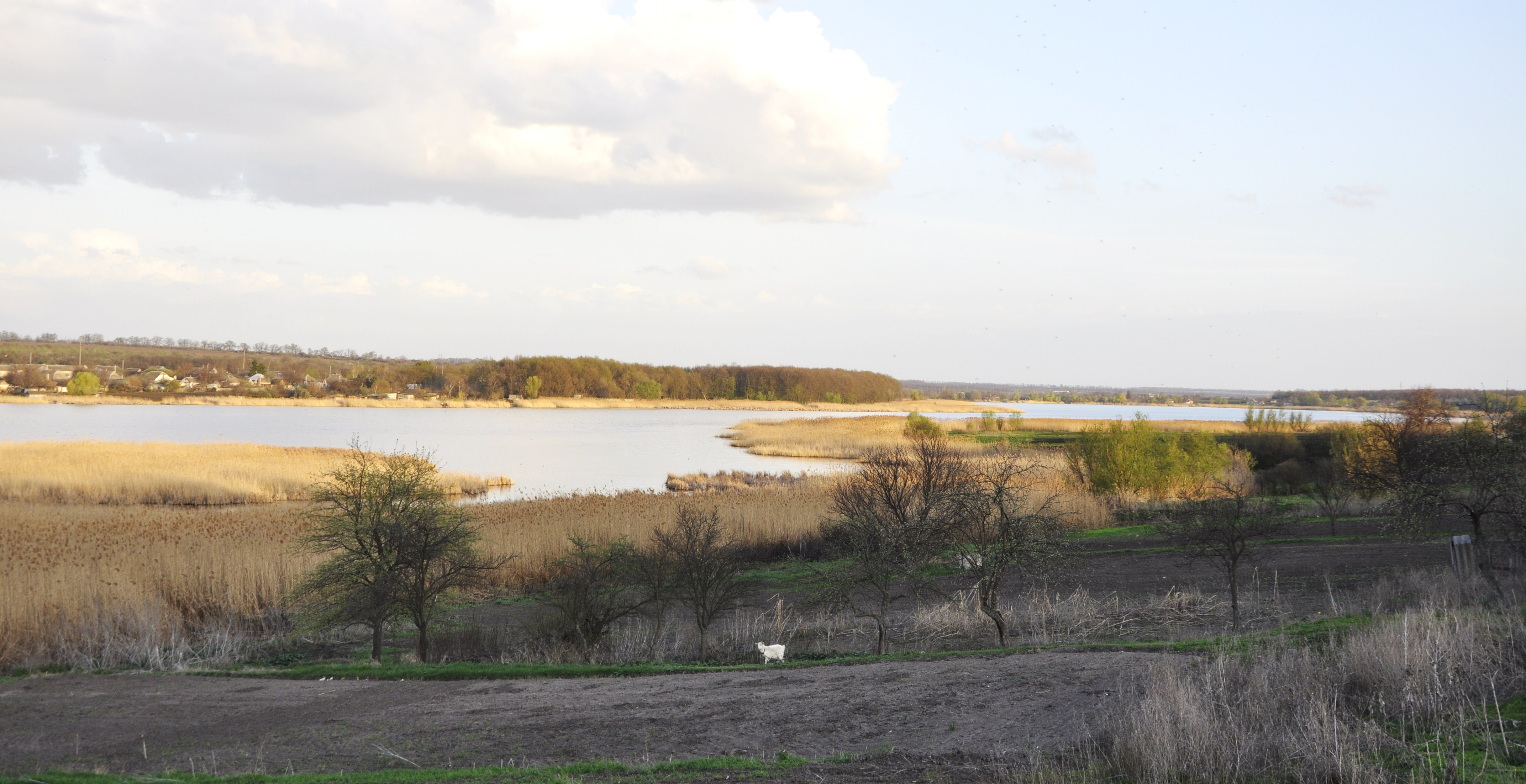

博科瓦河（烏克蘭語：Бокова），是烏克蘭的河流，位於該國中部，屬於因古列茨河的支流，流經基洛夫格勒州和第聶伯羅彼得羅夫斯克州，河道全長72公里，流域面積1,320平方公里。